# 大田区立大森第一中学校
大田区立大森第一中学校（おおたくりつ おおもりだいいちちゅうがっこう）は、東京都大田区大森南五丁目にある区立中学校。

## 沿革
- 1947年（昭和22年） - 大田区立大森第五小学校内の仮校舎において、東京都大田区立大森第一中学校として開校。
- 1949年（昭和24年） - 現在地に校舎を竣工。

## 交通
- 京急バス森ケ崎バス停徒歩10分

## 著名な出身者
- 若生裕太[1]　パラ陸上競技（F12クラス）やり投選手